# ヴルカーノ・ロッソ
ヴルカーノ・ロッソ (Vulcano Rosso) は、アリカが開発しカプコンが販売した対戦型格闘ゲーム『ストリートファイターEX』シリーズ、およびアリカの対戦型格闘ゲーム『ファイティングEXレイヤー』に登場する架空の人物。

## 概要
イタリア系のキザな男。かつてはヨーロッパを掌握するある組織の構成員だったが、その組織によって最愛の人を殺され、復讐のために組織に反逆する。
エリアとともに『ストリートファイターEX2 PLUS』で初登場。『ストリートファイターEX3』では隠しキャラクターで、ジャックとは『EX3』のメテオタッグコンボのパートナーになっている。技名はイタリアにちなんだものが多い。キャラクターのカラーリングも緑・白・赤のトリコローレをあしらったバリエーションが存在する。
『ストリートファイターV』の公式サイト「シャドルー格闘家研究所」の「キャラ図鑑」にて個人プロフィールが明かされた。ここでは、元構成員時代にジャックと知り合ったことが語られている。
『ファイティングEXレイヤー』では、ナルシスト探偵として第二の人生を送っており、実力で組織を脱退している。大富豪の令嬢（ブレア・デイム）からの依頼で当初は断るつもりだったが、かつてジャックには組織時代にポーカーの貸し借りがあるため、ジャックをダーゲットと知り受ける。

## ゲーム上の特徴
起き攻めに強力な設置系飛び道具や多種なカウンター技など、必殺技に豊富なバリエーションを持つ。追加入力系の技も少なくなく派手な動きが多いぶん、大きなスキが生じがちである。

## 各種技の解説

### 投げ技
ディジェスティーヴォ
相手の顔面をつかんで持ち上げ、ボディアッパーを叩き込んで地面に落とす。技名はイタリア語で「食後酒」という意味。
アリーヴェデルチ
『EXレイヤー』で実装された後方投げ。相手を飛び越しつつ後頭部にソバットを叩き込む。技名はイタリア語で「さようなら」を意味する。

### 特殊技
エオールの翼
小ジャンプ。下段攻撃の回避に適応している。技名の由来はギリシャ神話の風神アイオロスのイタリア語形。
小ジャンプとはいえ、垂直、後退、前進することが可能であり、また着地の隙も小さい。
着地の隙が小さいため、追加攻撃である「エトナの怒り」を出さずに直接着地して投げることができる。
通常技のキャンセルから使用することで、間合いの調節にも使えない訳ではない。
相手の起き上がり時に飛び越すように使用することも戦略の幅を広げられる。
エトナの怒り
「エオールの翼」の追加技。必殺技扱いの横蹴り。技名の由来はエトナ火山。
この技を出して着地でスーパーキャンセルをかけることも可能であり、その後の攻防に幅を持たせることができる。
レスプレッソ / トルナード
ガードブレイクまたはハードアタック技。短いダッシュからの飛び蹴りを放つ。技名の由来は「エスプレッソ」で、espressoに定冠詞lo（母音で始まる単語の前ではl'） がついたもの。
『EXレイヤー』では「トルナード」に技名変更されている。

### 必殺技
ヴェズーヴィオの怒り
踏み込んでのジャブから始動し、追加入力でアッパー、ジャンプキックを繰り出す連続技。動きが大きく、隙ができやすい。1発目、2発目から「カノッサの屈辱」に派生することも可能。技名の由来はヴェスヴィオ火山。
カノッサの屈辱
当て身投げ。弱はジャンプ攻撃、中は地上の上段攻撃、強は下段攻撃に対応し、反撃もそれぞれ異なる。技名の由来は中世ヨーロッパ史のカノッサ事件。
なお「昇竜拳」などの必殺技でも反撃することができる。
反撃後は一部の技で追加攻撃が可能。
レガーロ
『EX3』での当て身投げ。「カノッサの屈辱」（強）に似た構えを取るが、こちらは飛び道具に対応している。技名の由来はイタリア語で「贈り物」。
ヴルカヌス
前方にリーチの長い衝撃波を放つ。繰り出すまでに時間がかかるため、正面から放っても防がれやすい。技名の由来はローマ神話の火神「ウゥルカーヌス」。
ノーゲージの飛び道具にしては珍しく多段ヒットするため、いちど放ってしまえば簡単には相殺されない。相手にヒットした場合は長い硬直時間を与えつつ、追撃を加えるチャンスが生まれる。あえてガードさせて相手の体力を削ることもできるほか、『EX2 plus』ではキャンセルブレイクでガードを崩す使い方もできる。
火走り
前方への長いステップで、相手をすり抜けて背後に回ることも可能な移動技である。技名の由来はストロンボリ島の名物「シャーラ・デル・フオーコ」（Sciara del Fuoco, イタリア語で「火走り」の意味）。
発動時はボタンの強弱により移動距離と移動速度が変わる。なお攻防に織り交ぜることで多用途化する技である。
- ジャンプ攻撃をしかけてくる相手の真下を火走りで抜け、仕切りなおしを図る。
- 「ヴルカヌス」を先に出しておき、「火走り」で後を追い背後に回るなどでラッシュをかける。
- 長距離から火走りで急接近し、ロッソの急接近を迎撃しようとすることを見越した「カノッサの屈辱」、通常投げ、各種スーパーコンボ、投げ判定のメテオコンボである「四景」、などで攻撃する。
- 相手の起き上がり時に、タイミングを合わせて背後にまわることで、リバーサル攻撃のコマンドミスを誘う。背後から直接、「四景」で掴むチャンスにもなり得る。

### スーパーコンボ
ため息の橋
パンチ攻撃を繰り出し、仰け反った相手に乗りかかって顔面を踏みつけ、橋のようにしてから渡る技。技名の由来はヴェネツィアの観光名所「ため息橋」。
ピサの斜塔
自身の拳を地面に打ちつけ、斜め前に多段ヒットする火柱を放つ技。スキの大きい技が目立つロッソにとっては、攻撃を防がれたときのスーパーキャンセルによるフォローとして重宝する。技名の由来は観光名所のピサの斜塔。
火柱は技名の通り非常に縦長であり、また火柱が維持される時間も長めなため、相手の攻撃を一時的に封じるような使い方もできる。
アッチェレランド
前進しながらの連続攻撃。フルヒットした場合のダメージは大きく、スーパーキャンセルをかけ、「ため息の橋」から再度スーパーキャンセルで繋ぐことにより非常に大きなダメージが望める。音楽用語の「アッチェレランド（だんだん早く）」に由来する技名の通り、大振りでリーチの長い蹴り技から無数の高速ジャブへと繋げる。
ただし、地上でヒットしない限りはほとんどダメージを与えられない。
四景
投げ技のメテオコンボ。「ディジェスティーヴォ」で倒れた相手の頭を踏みつけ、仰向けにしてから顔面に直接「ピサの斜塔」を叩き込み、そのまま最後は相手の後頭部を蹴り飛ばす。
コマンド投げとしては技コマンド入力が簡素なほうに入るが、掴む間合いは非常に狭い。また発生も遅く、画面暗転後にジャンプなどで簡単に回避されることも珍しくないことから、奇襲をからませることで成功率を上げる必要がある。

## 登場作品
- 対戦型格闘ゲーム
  - 『ストリートファイターEX』シリーズ（『EX2 PLUS』以降）
  - 『ファイティングEXレイヤー』

## 担当声優
- 山野井仁（『ストリートファイターEX』シリーズ）
- 虎島貴明（『ファイティングEXレイヤー』）